# Német Család Párt
A Német Család Párt (németül Familienpartei Deutschlands) egy kis párt Németországban, amely a családok védelmét tűzte ki céljának.
1981-ben alapították. Elnöke 1989- 2006 között dr. Franz-Josef Breyer gyermekgyógyász volt, jelenleg Arne Gericke az elnök. A pártnak a Saar-vidék számos településén vannak megválasztott önkormányzati képviselői.
A 2005-ös Bundestag választásokon a Család Párt a szavazatok 0,4%-át szerezte meg, így nem jutott képviselői helyhez. 
Az első választásokon 1990-ben vettek részt Alsó-Szászországban és a Saar-vidéken. 

## Külső hivatkozás
- A párt honlapja